# Prager Frieden (1635)
Der Prager Frieden vom 30. Mai 1635 wurde im Dreißigjährigen Krieg zwischen Kaiser Ferdinand II. und der katholischen Liga unter dem bayerischen Kurfürsten Maximilian I. einerseits und dem protestantischen Kurfürstentum Sachsen mit Kurfürst Johann Georg I. als dem maßgeblichen Vertreter der protestantischen Reichsstände andererseits geschlossen. Der Vertrag sollte den Krieg zwischen beiden Parteien beenden und hatte das weitergehende Ziel, die Söldner der fremden Mächte Schweden und Frankreich aus dem Reichsgebiet zu vertreiben. Mit Ausnahme von Bernhard von Sachsen-Weimar und Landgraf Wilhelm V. von Hessen-Kassel wurde er nach und nach von fast allen weiteren protestantischen Reichsständen ratifiziert.
Der Friedensschluss hatte jedoch kein allgemeines Ende der Auseinandersetzungen im Heiligen Römischen Reich zur Folge. Frankreich und Schweden, deren Interessen im Vertrag nicht berücksichtigt wurden, führten den Krieg weiter, sowohl im Reichsgebiet gegen den Kaiser und seine Verbündeten, als auch gegen die spanischen Habsburger, die mit Unterstützung durch habsburgische Reichstruppen, die ausgehend von den Spanischen Niederlanden, Frankreich bedrohten und bekämpften. Der Krieg dauerte noch 13 Jahre bis zum Abschluss des Westfälischen Friedens im Jahr 1648. In den westfälischen Friedensvertrag wurden einige Bestimmungen des Prager Friedensvertrags nahezu gleichlautend übernommen. Trotz seiner Bedeutung hat die historische Forschung den Prager Frieden lange vernachlässigt.

## Vor- und Nachgeschichte

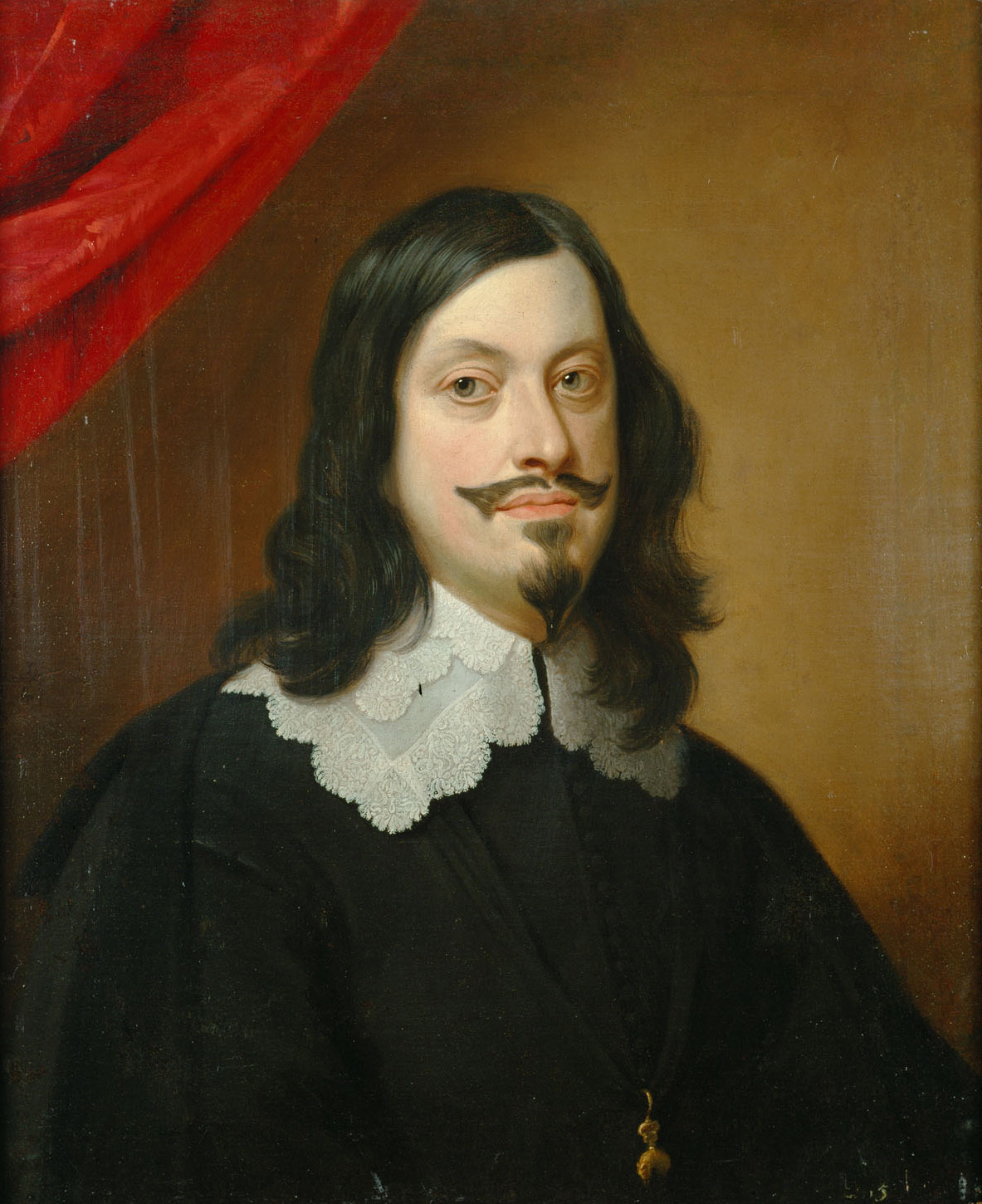
Erzherzog Ferdinand König von Ungarn, ab 1637 Kaiser Ferdinand III., Ölgemälde von Jan van den Hoecke, 1643

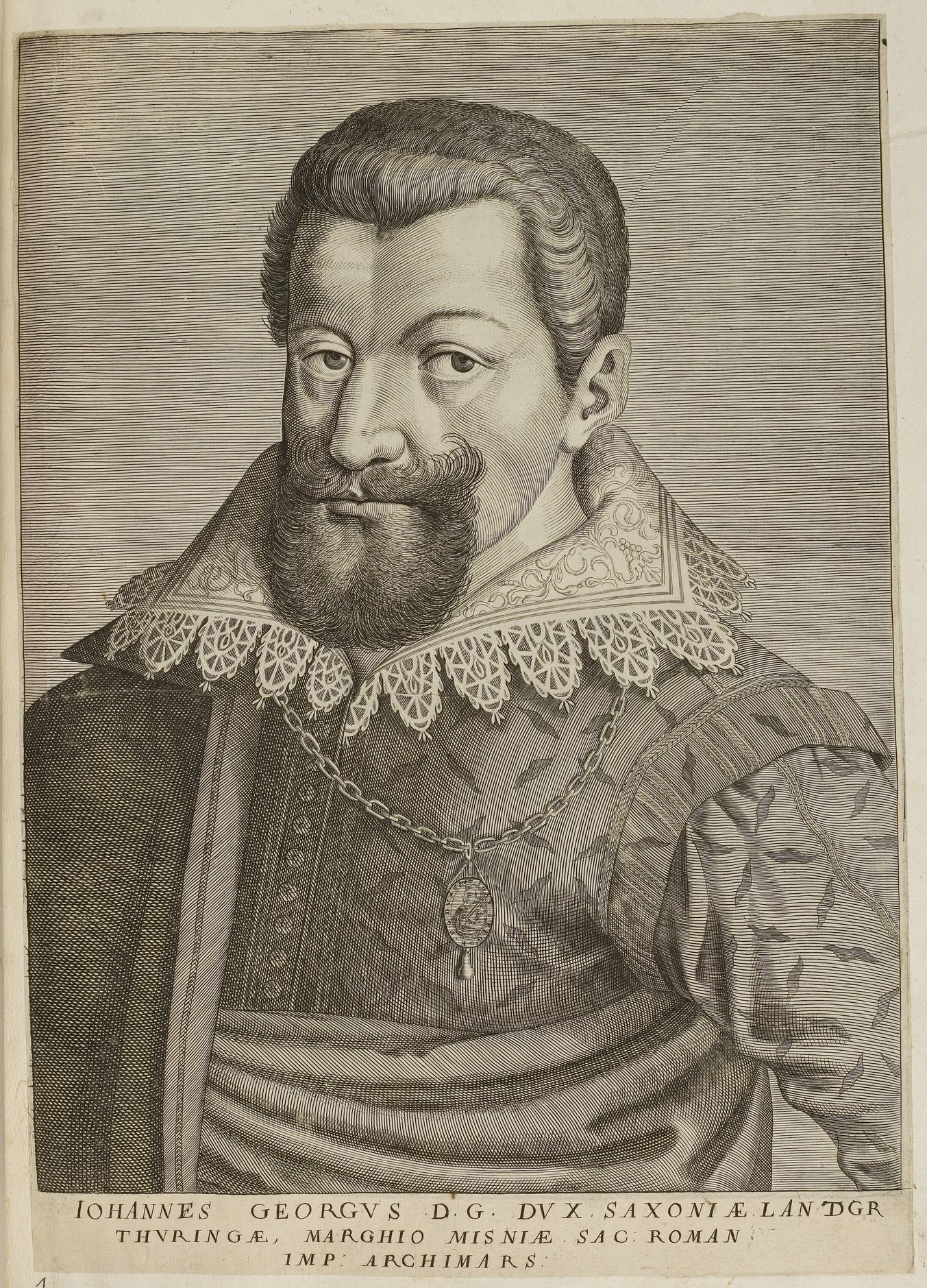
Kurfürst Johann Georg I. von Sachsen

In Pirna und Leitmeritz hatten Delegationen des Kaisers unter Führung des kaiserlichen Oberbefehlshabers Erzherzog Ferdinand, König von Ungarn und des mit den Schweden noch verbündeten sächsischen Kurfürsten über Bestimmungen des Vertrages bereits mehrere Monate geheim verhandelt und im Rahmen dessen bereits 1633 einen Vorvertrag geschlossen.
Ziel beider Parteien war es, den Frieden zwischen dem Kaiser und den protestantischen Reichsständen wiederherzustellen. Ziel der kaiserlichen Seite war es, die militärische Unterstützung Sachsens und weiterer protestantischer Reichsstände zu gewinnen. Der kaiserlichen Seite ging es aber nicht nur darum, geschlossen gegen die äußeren Feinde des Reiches, Frankreich und Schweden vorgehen zu können, sondern auch darum, mehr Kompetenzen und freie Hand für militärischen Maßnahmen zu bekommen. Alle Vorstellungen konnten aber erst nach der Schlacht bei Nördlingen im September 1634 verwirklicht werden. Durch die verheerende Niederlage der Schweden war es Kurfürst Johann Georg I. von Sachsen möglich, sich aus dem ungeliebten Bündnis mit ihnen zu lösen, ohne Strafmaßnahmen fürchten zu müssen.
In der Forschung wird seit langem diskutiert, ob die kaiserliche Politik bei den Vertragsverhandlungen Tendenzen zur Durchsetzung eines Absolutismus verfolgte. Der österreichische Historiker Adam Wandruszka spricht von einem „relativen Absolutismus“.
Nach der Zustimmung beider Seiten zum Friedensvertrag galt der Vertrag zunächst nur für Sachsen. Der Beitritt weiterer Reichsfürsten und Reichsstädte zum Vertrag zog sich über mehrere Monate hin und in Einzelfällen wie z. B. im Fall von Mecklenburgs Herzögen, die der Kaiser abgesetzt hatte, herrschte noch jahrelang Unklarheit. Der Kaiser hatte aber einen großen Erfolg erzielt, denn das Gros der deutschen protestantischen Reichsstände, die sich zumeist schon vor der Schlacht bei Breitenfeld im Jahr 1631 den Schweden angeschlossen hatten, war nach Zustimmung zum Vertrag auf die Seite des Kaisers zurückgekehrt.

## Die Friedensbestimmungen
- Als Zugeständnis an die protestantische Seite wurde das im März 1629 von Kaiser Ferdinand II. erlassene Restitutionsedikt für 40 Jahre ausgesetzt. Die konfessionelle Verteilung der weltlichen Kirchengüter zwischen Protestanten und Katholiken im Reich wurde nach dem Besitzstand von 1627 restituiert. Als „Normaljahr“ wurde 1627 festgelegt, da am 12. November 1627 das katholische Kurfürstengutachten abgegeben worden war, das zum Restitutionsedikt geführt hatte. Das Jahr 1627 wurde auch deshalb gewählt, weil der schwedische König Gustav Adolf mit seinen Truppen erst kurz danach einmarschiert war, und die Schweden keinen Vorteil aus den Bestimmungen des Friedens ziehen sollten.
- In den habsburgischen Ländern blieb die Regelung der konfessionellen Verteilung der Kirchengüter dem Kaiser vorbehalten. Damit wurde die dort vollzogene vollständige Rekatholisierung nachträglich bestätigt.
- Protestantische Inhaber von reichsunmittelbaren Stiften erhielten im Reichstage weder Sitz noch Stimme; einzige Ausnahme war der 1628 zum Administrator des Erzstifts Magdeburg gewählte kursächsische Prinz August von Sachsen-Weißenfels.
- Den Reichsständen, die gegen den Kaiser gekämpft hatten, wurde Amnestie gewährt. Davon ausgeschlossen blieben die böhmischen Fürsten im Exil, die calvinistischen Reichsfürsten[6] der Kurpfalz und der Landgrafschaft Hessen-Kassel, sowie der Herzog von Braunschweig-Lüneburg.[7]
- Der Kaiser erklärte, er wolle die beiden abgesetzten Mecklenburger Herzöge, wofern sie diesen Frieden akzeptierten und einem für sie besonders entworfenen Memorial nachkämen, um des allgemeinen Friedens willen und wegen der beharrlichen Interzessionen des Kurfürsten von Sachsen wiederum „zu Hulden und Gnaden aufnehmen und bei Land und Leuten ganz ruhig verbleiben lassen.“[8]
- Den Reichsständen wurde verboten, militärische Bündnisse untereinander und mit ausländischen Mächten zu schließen. Das sollte aktuell sowohl für den Heilbronner Bund als auch für die katholische Liga gelten.
- Es wurden neue Regelungen zur Reichskriegsverfassung getroffen. Der Kaiser sollte eine eigene Armee besitzen, die sich aus den Truppen aller Reichsstände zusammensetzen sollte. Reichsfürsten durften zwar das Kommando über das eigene Kontingent behalten, jedoch nur in der Funktion als Generäle des Kaisers. Aufgabe des Reichsheeres war die Vertreibung ausländischer Truppen vom Reichsgebiet.
- Sehr wichtige und folgenschwere neue Regelungen der Reichskriegsverfassung betrafen die Befugnisse des Oberbefehlshabers und des Kaisers, die Anstellung, Bezahlung und Versorgung von Söldnern und Offizieren betreffend. Diese Frage war verbunden mit der sog. „Reformation“ der Regimenter, d. h. der Auflösung oder Zusammenlegung zusammengeschmolzener Regimenter, die mit der Entlassung von Offizieren einherging, die dann beim Gegner angestellt werden konnten.[9]
- Immer wichtiger für den Erhalt der Heere wurde die Versorgung der Söldner und der Pferde mit Lebensmitteln und Quartieren, denn große Teile des Landes waren bereits ausgeplündert, ohne dass Getreide neu angebaut wurde. Die bisher betriebene Methode „aus dem Land zu leben“ wurde erschwert, zumal das Plündern kontraproduktiv war, wenn man selbst in der Gegend länger verweilen wollte. Den Reichsständen wurde versprochen ihre Rechte am Land zu wahren, Zustimmung einzuholen und für Quartiere und Versorgung zu bezahlen. Die jeweilige Heeresführung benötigte also gute Kontakte zu den lokalen Obrigkeiten, die sich aber auch gerne bestechen ließen. Alle Vereinbarungen galten natürlich nur für Heere unter kaiserlichem Oberbefehl. Sie galten nicht für feindliche Heere und nicht für das Ausland, weshalb der Kaiser beim für 1636 geplanten Feldzug des Reichsheeres unter Matthias Gallas auch darauf drang, Winterquartiere in Frankreich zu suchen.[9]
- Als wichtigste territoriale Veränderung wurde im Vertrag die Übergabe der Markgrafentümer Oberlausitz und Niederlausitz an den protestantischen sächsischen Kurfürsten Johann Georg I. durch den sogenannten Traditionsrezess geregelt. Beide vorher zur böhmischen Krone gehörigen Länder wurden vom Kaiser zur Begleichung von Kriegsschulden an Sachsen abgetreten, denn 1620 hatte der sächsische Kurfürst dem katholischen Kaiser Ferdinand II. bei der Niederschlagung des böhmischen Ständeaufstands geholfen. Rechtlich blieben die Markgrafentümer bis 1815 Lehen der Böhmischen Krone, die den Wettinern erblich verliehen worden waren. Darüber hinaus erhielt Kursachsen auch vier magdeburgische Ämter.

## Wirkungen und Folgen
- Dem Prager Friedensvertrag zwischen Kaiser Ferdinand II. und dem protestantischen Kurfürsten von Sachsen traten neben allen katholischen Reichsständen auch sehr bald folgende, bis dahin mit Schweden verbündete protestantische Reichsfürsten und Reichsstädte bei: die Herzöge von Sachsen-Coburg, von Holstein, Mecklenburg und Pommern, Anhalt, Hessen-Darmstadt und Baden und neben anderen auch die Städte Frankfurt (Main), Heilbronn, Lübeck, Memmingen, Nürnberg, Speyer, Ulm, Worms.
- Erst sehr verzögert im August 1635 schlossen sich dem Friedensvertrag an: Kurfürst Georg Wilhelm von Brandenburg und Herzog Georg von Braunschweig, letzterer auf Druck seiner Familie.
- Das Herzogtum Württemberg, repräsentiert durch Herzog Eberhard III., wurde durch einen Nebenrezess vom Friedensvertrag ausgeschlossen. Herzog Eberhard III. versuchte mit allen Mitteln, eine nachträgliche Aufnahme zu erreichen. Kaiser Ferdinand III. drängte auf eine Abtretung der Festung Hohentwiel, aber der Kommandant Konrad Widerhold weigerte sich. Deshalb wurde die Festung Hohenasperg an den Kaiser abgetreten und verblieb bis Kriegsende in kaiserlichem Besitz.[10]
- Landgraf Wilhelm V. von Hessen-Kassel schloss sich dem Prager Frieden nicht an und organisierte seinen Widerstand von Ostfriesland aus.
- Das feindliche Verhältnis zu Schweden hatte eine Welle an Patriotismus in vielen Flugblättern zur Folge. Der Kaiser versuchte mit einem Appell an die vielen deutschen Söldner, die in der schwedischen Armee dienten, das neu erwachte Nationalempfinden militärisch zu nutzen. Er rief dazu auf, sich dem nun vereinigten deutschen Reichsheer anzuschließen. Obwohl der Aufruf mit Belohnungsversprechen verbunden war, gleichzeitig aber auch mit Drohungen bis hin zur Todesstrafe, führte er nicht zu einer entscheidenden Schwächung des schwedischen Heeres.[11]
- Nur einige Tage bevor der Friedensvertrag in Prag unterzeichnet wurde, erklärte am 19. Mai 1635 Frankreich Spanien den Krieg. Mit dem Französisch-Spanischen Krieg wurde der Teutsche Krieg endgültig zum europäischen Krieg (1635–1648). Die katholische Großmacht Frankreich trat damit auf Seiten des evangelischen Schweden, das schon zuvor von Richelieu subventioniert worden war, in den Krieg ein.[12]
- Die durch den Friedensvertrag aufgehobenen Bündnisse von Schweden mit Sachsen und Brandenburg ermöglichten es dem schwedischen Oberbefehlshaber Axel Oxenstierna, den französischen Kardinal Richelieu verstärkt finanziell damit erpressen zu können, dass nun allein die Schweden die kaiserlichen Truppen im Norden und Osten des Reiches bekämpfen müssten, damit die französischen Truppen einfacher im Süden und Westen agieren könnten.[13] Der Krieg wurde zum Schwedisch-Französischen Krieg.
- Die protestantischen Reichsstände aber blieben auf Distanz, so dass der Krieg nicht einmal eine Pause machte. Schweden und die nun aktiv in das Geschehen eingreifenden Franzosen ließen sich nicht aus Deutschland verdrängen.[14]
- Die Feindschaft mit Schweden ermöglichte es dem Kaiser, sein Verhältnis zu Dänemark zu verbessern, das in der Frühphase des Krieges noch zu seinen Gegnern gezählt hatte. Nach 1640 konnte Dänemark in seinem Krieg gegen Schweden (Torstenssonkrieg) unterstützt werden.

## Längerfristige Auswirkungen
Der Prager Frieden bereitete in vielen seiner das Reichsrecht betreffenden Bestimmungen den Westfälischen Frieden vor. Wie ein Kritiker der Friedensverhandlungen, der sächsische Feldherr Hans Georg von Arnim, vorausgesagt hatte, erreichte der Friedensvertrag aber keine Beendigung der Kampfhandlungen auf dem Gebiet des Reiches, weil die Ansprüche der beiden auswärtigen Mächte Schweden und Frankreich nicht in den Vertrag einbezogen worden waren. Dies war – zumindest vom Kaiser – auch gar nicht angestrebt worden, dachte Ferdinand II. doch, dass es ihm mit Hilfe der vereinigten Reichsstände gelingen könnte, Schweden und Franzosen aus dem Reich zu vertreiben, ohne ihnen politische oder territoriale Zugeständnisse machen zu müssen. Das erwies sich aber als fataler Irrtum, denn einerseits gelang die Vereinigung der Reichsstände nicht vollständig und andererseits musste der Kaiser nun bei der Art der Kriegsführung gegen die Schweden auf die Belange der vereinigten Reichsstände Rücksicht nehmen, während die Schweden rücksichtslos – besonders gegen Brandenburg und Sachsen – vorgehen konnten. In Frankreich blieb Kardinal Richelieu bei seiner Strategie, mit Hilfe der Schweden in Deutschland weiterhin alles im Fluss zu halten. Deshalb setzten sich die Verheerungen des Krieges im Reich noch jahrelang fort.

## Ergebnisse neuerer Forschungen
Der Friedensvertrag, maßgeblich ausgehandelt und formuliert vom Oberbefehlshaber des kaiserlichen Heeres, dem späteren (ab 1637) Kaiser Ferdinand III., hatte das naheliegende Ziel, den Krieg zwischen den protestantischen Reichsständen und dem katholischen Kaiser und seinen Verbündeten zu beenden. Es war aber nicht zu erwarten, dass die dadurch gestärkten militärischen Kräfte ausreichen würden, um das weitergehende Ziel zu erreichen, die Söldner der beiden fremden Mächte Schweden und Frankreich aus dem Reichsgebiet zu vertreiben. Ferdinands Leitlinie war der Kampf mit Frankreich, den „Quell allen Übels“, den er in Kooperation mit Spanien führen wollte. So war es dann aber sein Versäumnis, den Schweden keine Angebote gemacht zu haben, das Land zu verlassen, d. h. sie auszukaufen und/oder mit territorialen Angeboten abzufinden, um die militärische Auseinandersetzung mit ihnen zu beenden.
Wie neuere Forschungen ergeben haben, wurde stattdessen der Weg gewählt, die alten Abneigungen des sächsischen Kurfürsten gegenüber den Schweden, die im Jahr 1631 schon den Abschluss ihres Bündnisses erschwert und lange verzögert hatten, wiederzubeleben und dann „ausreifen“ zu lassen. Dem Kaiser war bewusst, dass es unter den protestantischen Reichsständen in Hinsicht auf eine Zusammenarbeit mit den Schweden Konflikte gab und die Stände untereinander nicht einig waren. Daraus zog der Kaiser den fatalen Schluss, die „protestantische Partei“ endgültig spalten und schwächen zu können, und knüpfte daran zusätzlich noch die Erwartung, sich selbst finanziell schadlos zu halten. Die für den Fall eines ausgehandelten Abzugs der Schweden zu erwartenden hohen Abfindungskosten sollten allein von den protestantischen Reichsständen aufgebracht werden, denn sie waren diejenigen, die die Schweden ins Land gerufen hatten. Diese grundsätzliche Haltung des Kaisers kann kaum überschätzt werden, obwohl sie weder ausformuliert noch niedergelegt wurde. Nötige Entscheidungen wurden dem sächsischen Kurfürsten überlassen.
Diskussionen über einen Friedensvertrag hatte es schon seit 1632 gegeben, noch zu Lebzeiten von Wallenstein. Er und auch andere hohe Militärs, wie Hans Georg von Arnim und Franz Albrecht von Sachsen-Lauenburg waren davon überzeugt, dass eine gewaltsame Vertreibung der fremden Mächte aus dem Reichsgebiet nach den Vorstellungen des Kaisers nicht möglich sei. Sie waren der Auffassung, dass ein umfassender Friedensvertrag nicht erreicht werden könne, ohne die Interessen und Vorstellungen der fremden Mächte Schweden und Frankreich zu berücksichtigen und ihnen Angebote zu machen, über deren Art aber keine Einigung erzielt werden konnte.